# Teletón 1992 (Chile)
La Teletón 1992 fue la undécima versión de la campaña solidaria realizada en Chile los días 27 y 28 de noviembre en el Teatro Casino Las Vegas. El lema de esta versión fue «Hay tanto por hacer» y el himno, de título homónimo, lo cantó Don Francisco. El niño símbolo fue Nicolás Sánchez. 
Se alcanzó la meta con CLP$ 2 512 056 801 al final de la transmisión televisiva, sin embargo días después fue dada a conocer la cifra final que alcanzó a CLP$ 2 874 230 697 (US$ 7 563 764).
Fue la última Teletón que se realizó bajo el mandato de Patricio Aylwin Azócar.

## Participantes
| - Illapu - Alberto Plaza - La Ley - La Sonora de Tommy Rey - Ariztía - Diva - Síndrome - Eduardo Fuentes - Sebastián - Parkinson - Mónica de Calixto - Fernando Casas - Giolito y su Combo - Lorena - Pachuco y la Cubanacán - Valija Diplomática - Miguel Piñera - Hermanos Zabaleta - Sonora Palacios - La nueva ola - Zalo Reyes - Germán Casas - Fernando Ubiergo | - Joan Manuel Serrat - Yordano - Xavier - Hernaldo Zúñiga - The Sacados - Luz Casal - Braulio - Luisín Landáez - Gianna Nannini - Los Manolos - Banana 5 - Las Primas - Sergio Dalma - Los Auténticos Decadentes - Pablo Ruiz - Natusha - José Feliciano - Amanda Miguel - Cristián Castro - Bertín Osborne - Ángela Carrasco - Olé Olé - Bertín Osborne | - Mc Phantom - Los Manolos - Luis Pescetti - Gigi Martin - Sandy - D'Angelo - "Pinto, Paredes y Angulo" (Eduardo Thompson, Guillermo Bruce y Gilberto Guzmán) - Cachureos - Arboliris - Profesor Rossa - El Club Disney - Pipiripao - Niñerías - Sólo para menores - Las Guerreras - Mónica Volgin - Norma Benítez - Erika de Sautiristro - Marixa Balli - María José Nieto |

## Transmisión
- Canal 4
- UCV Televisión Canal 4 Valparaíso Viña del Mar 5 de Santiago
- Canal 8 UCV Televisión
- Canal 7 / Televisión Nacional de Chile/TVN Imagen Internacional
- Canal 9 / Megavisión
- RTU Red de Televisión Universidad de Chile, Canal 11
- Canal 13 / Universidad Católica de Chile Televisión
- Telenorte
- TV Cable Intercom

### Programación[1]
| Horario                                | Bloque                          | Contenido |
| -------------------------------------- | ------------------------------- | --- |
| 21:30-23:30                            | Apertura                        | Bloque inicial desde el Teatro Teletón con la conducción de Don Francisco, Antonio Vodanovic (Televisión Nacional de Chile), Susana Palomino (La Red), Raúl Matas (Canal 13), Claudia Conserva (RTU) y Sergio Campos (Megavisión). El programa inició con una alocución de Don Francisco hablando de la historia de la cruzada que entonces cumplía quince años, luego presentó la primera historia acerca de la Familia Reyes, que sufrió un accidente en la carretera y encontró en la Teletón la capacidad de rehabilitación, la cual hace entrega de la primera donación de la noche correspondiente a $24.339, para finalizar con un musical de obertura con el grupo Illapu y el Ballet Folclórico Chileno cantando su canción “Volarás”. Telefonistas (únicamente para este bloque - en permanente actualización) - Gloria Laso (actriz, “Luisa” en la teleserie “Fácil de amar” de Canal 13 \| I Región de Tarapacá) - Jorge Eduardo (cantante \| II Región de Antofagasta) - Palta Meléndez (humorista \| III Región de Atacama) - Enrique Tagle (La Red \| IV Región de Coquimbo) - Cecilia Serrano (lectora de la edición central de “24 horas” de Televisión Nacional de Chile \| V Región de Valparaíso) - Katherine Salosny (Televisión Nacional de Chile \| VI Región del Libertador General Bernardo O'Higgins) - Rodolfo Baier (RTU \| VII Región del Maule) - Fernando Kliche - Tamara Sepúlveda - Daniel Lencina (músico uruguayo-chileno \| Región Metropolitana de Santiago) - Iván Hernández - Claudia Miranda - Sandra O'Ryan - Sebastián Dahm - Luz Croxatto - Ramón Farías - María Teresa Balmaceda Actuaciones musicales: - Musical de obertura con Illapu y el Bafochi - “Volarás” - Joan Manuel Serrat - “Toca madera”, “Y el amor”, “Disculpe el señor” - Yordano - “Cuentas”, “Por estas calles” - Alberto Plaza - “Blanco y negro” - Xavier - “Estas ahí”, “Déjame ser tuyo” - The Sacados - “Ritmo de la noche”, “Corre González” - Braulio - “En bancarrota”, “Qué tentación” - Luz Casal - “Piensa en mí”, “Un pedazo de cielo” |
| 23:30-01:00                            | Bloque desde Valdivia           | Conducido por Susana Roccatagliata y Juan La Rivera. Homenaje a las distintas colonias residentes en Chile, quienes presentaron bailes y costumbres típicos respectivos al país que correspondan. Actuaciones musicales - Juan Antonio Labra - "Mueve Mueve" - Miguelo - "Leila" - Álvaro Scaramelli - Alejandro de Rosas - "No quiero verte así" - El Monteaguilino - Bertín Osborne - "Me enamoro de ella" |
| 01:00-03:00                            | Bloque de trasnoche             | Con Don Francisco, Antonio Vodanovic, Margot Kahl, Mercedes Ducci y Juan Guillermo Vivado. Incluyó una rutina humorística de Mc Phantom. Actuaciones musicales - La Sonora de Tommy Rey - "Agua que no has de beber", "La arañita" - Ángela Carrasco - Los Auténticos Decadentes - "Loco (tu forma de ser)" - Luisin Landáez - "La piragua" - Gianna Nannini - La Ley - "Doble opuesto" - Diego Verdaguer - "Volveré", "Violeta" |
| 03:00-06:00                            | Vedetón / Noti Dormi            | Con Antonio Vodanovic. Incluyó una rutina humorística de Eduardo D'Angelo, Gigi Martin y "Pinto, Paredes y Angulo". Actuaciones musicales - Nanci y las Guerreras - Norma Benítez - Maripepa Nieto - Marixa Balli - Las Primas - Erika de Sautiristro - Ginga Brasil |
| 06:00-08:00                            | Sólo para mujeres               | Con la conducción de Kike Morandé y Eliseo Salazar. Actuaciones musicales - Diva - "Fantasmas" |
| 08:00-09:00                            | Noticiero                       | Tradicional bloque de noticias, realizado por el departamento de prensa de Televisión Nacional de Chile. Con Alejandro Guillier, Susana Horno, Aldo Soto, Jorge Díaz Saenger y Rodolfo Herrera. |
| 09:00-11:00                            | Bloque matinal                  | Con la conducción de Don Francisco, Antonio Vodanovic, Enrique Tagle, Eli de Caso y Jorge Hevia. Actuaciones musicales - Parkinson - "El vino" - Fernando Casas - "Parece tan sencillo" - Lorena - Pachuco y la Cubanacán - Mónica de Calixto - Giolito y su combo - "Todo el mundo a bailar" - M3A2 - "Feeling Alright (Sintiéndose bien)" - Valija Diplomática |
| 11:00-12:00                            | Bloque infantil                 | Desde el Teatro Caupolicán |
| 12:00-15:00                            | Bloque familiar / Jeep Fun Race | Prueba de Jeep Fun Race desde la playa El Faro en La Serena, con la participación de Ivette Vergara, Marcela Vacarezza, Bastián Bodenhofer, Remigio Remedy, entre otros. En el Teatro Teletón estuvieron Don Francisco, Antonio Vodanovic y Paulina Nin de Cardona, con la participación especial de Carlos Pinto. Incluyó una rutina humorística de Sandy. Actuaciones musicales - Los Manolos - "All my lovin", "Amigos para siempre" |
| 15:00-16:00                            | Bloque retro                    | Realizado desde Chuquicamata, donde se recordó lo que fue, musicalmente, la década de los años 1960 y el movimiento de La Nueva ola, con la conducción de José Alfredo Fuentes Actuaciones musicales - Gloria Benavides - "Las películas tristes me hacen llorar", "La gotita" - Luis Dimas - Eduardo Valenzuela |
| 16:00-18:00                            | Bloque vespertino / Rally       | Con la salida desde la planta de CCU en Panamericana Norte. |
| 18:00-20:30                            | Bloque juvenil / Fútbol Salón   | Desde el Teatro Caupolicán, donde actuaron la Selección de fútbol de Argentina, Colo Colo, Universidad Católica y Cobreloa. En el Teatro Teletón estuvieron Don Francisco, Antonio Vodanovic y Andrea Tessa. Actuaciones musicales - Ciclodanza de Julio Zúñiga - Natusha - "Tu la tienes que pagar" - Pablo Ruiz - "Irresistible", "El rincón prohibido" - Illapu - "Vuelvo para vivir" |
| Noticieros de cada canal (20:30-21:30) |                                 | |
| 21:30-00:50                            | Cierre                          | En directo desde el Teatro Teletón, con la conducción de Don Francisco, Antonio Vodanovic, Juan Guillermo Vivado, Javier Miranda, Jorge Rencoret, Enrique Tagle, Julio Videla, Raquel Argandoña, Katherine Salosny y Loreto Valenzuela. Incluyó una rutina humorística de Luis Pescetti. Actuaciones musicales - José Feliciano - "Por qué te tengo que olvidar", "Con un poco de amor" - Amanda Miguel - "Él me mintió" - Fernando Ubiergo - Olé Olé - Ángela Carrasco - "Suspiros", "Tu amor es una rueda" - Germán Casas - Sergio Dalma - "Bailar pegados", "La vida empieza hoy" - Diego Verdaguer - Cierre del programa con Ginga Brasil |

## Recaudación

### Cómputos
| Hora  | Monto en pesos  | % meta   | Monto en dólares |
| ----- | --------------- | -------- | ---------------- |
| 21:52 | $ 24 339        | < 0,01 % | $ 64             |
| 00:04 | $ 172 245 528   | 9,54 %   | $ 453 277        |
| 03:20 | $ 264 723 077   | 14,67 %  | $ 696 639        |
| 11:39 | $ 349 215 896   | 19,35 %  | $ 918 989        |
| 13:57 | $ 459 845 975   | 25,49 %  | $ 1 210 120      |
| 15:10 | $ 597 719 338   | 33,13 %  | $ 1 572 945      |
| 16:32 | $ 747 534 982   | 41,43 %  | $ 1 967 197      |
| 17:56 | $ 852 086 338   | 47,23 %  | $ 2 242 332      |
| 18:32 | $ 964 225 588   | 53,45 %  | $ 2 537 435      |
| 19:13 | $ 1 141 448 588 | 63,27 %  | $ 3 003 812      |
| 19:54 | $ 1 243 244 171 | 68,91 %  | $ 3 271 695      |
| 20:28 | $ 1 391 758 762 | 77,15 %  | $ 3 662 523      |
| 22:25 | $ 1 643 638 967 | 91,11 %  | $ 4 325 365      |
| 23:04 | $ 1 829 640 842 | 101,42 % | $ 4 814 844      |
| 23:51 | $ 2 017 071 689 | 111,81 % | $ 5 308 083      |
| 00:39 | $ 2 512 056 801 | 139,25 % | $ 6 610 675      |

### Auspiciadores
| Empresa                      | Rubro           | Monto en pesos | Monto en dólares |
| ---------------------------- | --------------- | -------------- | ---------------- |
| Ace                          | Detergentes     | $23 000        | $ 60 526         |
| Banco de Chile               | Banco           | $39 473 000    | $ 103 876        |
| Cachantún                    | Agua mineral    | $26 517 825    | $ 69 783         |
| Cerveza Cristal              | Cervezas        | $27 339 164    | $ 71 945         |
| Colún                        | Quesos          | $26 197 798    | $ 68 941         |
| Confort                      | Papel higiénico | $31 500 000    | $ 82 894         |
| Copec                        | Petróleos       | $33 000        | $ 86 842         |
| Costa (Soda Costa y Din Don) | Galletas        | $28 538 796    | $ 75 102         |
| Dos en Uno (Clipper)         | Chocolates      | $33 588 875    | $ 88 391         |
| Fanta                        | Bebidas         | $27 000        | $ 71 052         |
| Jabón Moncler                | Jabones         | $24 352 000    | $ 64 084         |
| Johnson's Clothes            | Sastrería       | $23 114 000    | $ 60 826         |
| Linic                        | Champú          | $25 370 000    | $ 66 763         |
| Lucchetti                    | Pastas          | $27 241 369    | $ 71 687         |
| Odontine                     | Pasta dental    | $29 186 490    | $ 76 806         |
| Otto Kraus                   | Juguetería      | $22 643 128    | $ 59 587         |
| Panadol                      | Analgésicos     | $22 600 000    | $ 59 473         |
| Pisco Control                | Pisquería       | $28 123 254    | $ 74 008         |
| Ripley                       | Multitiendas    | $23 080 561    | $ 60 738         |
| Savory                       | Helados         | $22 569 600    | $ 59 393         |
| Soprole                      | Leche           | $24 056 222    | $ 63 305         |
| Soprole                      | Yogur           | $31 190 850    | $ 82 081         |
| Super Pollo                  | Avícola         | $28 956 747    | $ 76 201         |
| Té Supremo                   | Té              | $26 364 424    | $ 69 380         |
| Winter                       | Cecinas         | $28 162 675    | $ 74 112         |
| Zuko                         | Jugos en polvo  | $25 154 369    | $ 66 195         |
| Total                        | 25 empresas     | $708 321 147   | $ 1 864 003      |

## Curiosidades

### Transmisión televisiva
- Durante la madrugada, mientras se realizaba el cambio de público en el Teatro Teletón, en la transmisión televisiva se exhibía un compendio de actuaciones de artistas musicales en los estelares de ese año como Martes 13, Siempre Lunes, Una vez más y el show en Chile del programa mexicano Siempre en domingo.
- En la transmisión de Megavisión, mientras se esperaba el enganche con la señal oficial de Canal 13, se emitía una cortina de desconexión con imágenes emotivas usando de fondo la canción Imagine de John Lennon, además de una cortina propia.
- En las tandas comerciales de Canal 13 y TVN, se aprovechó la ocasión de Teletón para presentar varias novedades: El anuncio de la pronta inauguración de la sucursal de Ripley en el Parque Arauco, adelantando además su logo nuevo; y el concierto de Guns' N Roses en el Estadio Nacional, que tuvo como patrocinador a Cerveza Cristal, auspiciador oficial de la cruzada solidaria durante ese año.

### Artistas
- Xavier Serbiá se presentó como exintegrante de Menudo, y además, incursionando como cantante de salsa. En la actualidad, es conductor de CNN en Español.
- Muchos artistas aprovecharon su instancia en Teletón para acudir durante esas semanas a Martes 13 en ese entonces desde el Casino Municipal de Viña del Mar, como fue el caso de Los Auténticos Decadentes, Ginga Brasil, Luz Casal, Olé Olé, Los Manolos y Luis Pescetti.
- Olé Olé se presentó con su nueva vocalista, reemplazando a Marta Sánchez quien por esos años recién iniciaba su carrera como solista.
- Luis Pescetti, humorista argentino quien obtuvo éxito con su rutina en el cierre de Teletón así como después en Martes 13 y antes en Noche de gigantes desde Miami, no pudo repetir su pasar en el Festival de Viña del Mar en 1993, siendo protagonista de una de las pifiaderas más recordadas del certamen.
- Después de algunos shows, Don Francisco como fue su estilo, improvisaba inventando varias canciones. Si bien lo hizo con Xavier Serbiá, su intervención más recordada fue después del show de Parkinson, en donde bajo el ritmo de "El vino" hizo una particular versión llamada "¡En el banco necesitamos plata!".
- La rutina de "Pinto, Paredes y Angulo" tuvo referencias a lo que ocurría por esos años en la política, principalmente el caso del espionaje telefónico por parte de Ricardo Claro Valdés hacia Sebastián Piñera.
- Posteriormente, utilizando la escenografía de Teletón 92, Canal 13 en conjunto con Univisión desarrollaron el especial navideño llamado "Buenas noches América", en donde además acudieron varios artistas que actuaron en esa versión de la cruzada como Pablo Ruiz, Ángela Carrasco y Bertín Osborne.
- Yordano, artista venezolano, actuó en el inicio de la Teletón 92 con la triste coincidencia de que fue el mismo día en el que en su país se produce el segundo intento de golpe de Estado por parte de los militares sublevados liderados por Hugo Chávez Frías, quien posteriormente gobernaría ese territorio desde 1999 hasta su muerte en 2013. Por lo mismo, emocionado, dirige unas palabras respecto a la situación que vive su tierra natal, a las que se sumó Raúl Matas.